# Black & Blue Suite
Black & Blue Suite es el álbum de estudio debut del cantautor estadounidense Larry Weiss. Fue publicado en febrero de 1974 por el sello discográfico 20th Century Records.

## Recepción de la crítica
Un escritor no especificado de la revista Cash Box escribió: “A lo largo de la colección, el talento de Larry es evidente, no sólo como productor, organista y cantante, sino también como poeta. Sus letras sensibles son un fuerte punto de venta para el LP”. Un escritor no especificado de Billboard escribió: “El cantante tiene buenas cualidades vocales y por momentos suena como Neil Diamond («Rhinestone Cowboy») y como Harry Chapin («She's Everything She Doesn't Want to Be»), pero estos rasgos no hacen daño”.

## Lista de canciones
Todas las canciones escritas y compuestas por Larry Weiss.
Lado uno
1. «Rhinestone Cowboy» – 3:40
2. «Sheldon» – 3:44
3. «She's Everything She Doesn't Want to Be» – 3:38
4. «Sweet Ophelia» – 3:36
5. «Lead Me On» – 4:12

Lado dos
1. «Lay Me Down (Roll Me Out to Sea)» – 3:50
2. «Evil Woman» – 3:05
3. «Anytime Babe» – 3:07
4. «The World Was Filled with Love» – 5:22

## Créditos y personal
Créditos adaptados desde las notas de álbum de Black & Blue Suite.
Músicos
- Tom Hensley – piano
- Leland Sklar – bajo eléctrico
- Rick Marotta – batería, percusión
- Hugh McCracken – guitarra acústica y eléctrica, mandolina, armónica, órgano
- Jimmie Haskell – acordeón, sintetizador Moog
- James Hendrix – dobro; guitarra acústica en «Lay Me Down (Roll Me Out to Sea)»
- Jim Keltner – batería en «Lay Me Down (Roll Me Out to Sea)»
- Dean Parks – guitarra eléctrica en «Lay Me Down (Roll Me Out to Sea)»
- David Parlato – bajo eléctrico en «Lay Me Down (Roll Me Out to Sea)»
- Larry Weiss – voces, órgano en en «Lay Me Down (Roll Me Out to Sea)»

Personal técnico
- Larry Weiss – productor
- Ray Wetzler – productor ejecutivo
- Jimmie Haskell – arreglos, conductor
- Sid Sharp – concertino
- Don Sciorotta – ingeniero de audio, mezclas
- Tony Sciorotta – ingeniero asistente
- Arnie Acosta – masterización
- Ed Caraeff – fotografía
- David Larkham – diseño de portada